# Especiación ecológica
En Biología se denomina especiación ecológica al proceso de formación de nuevas
especies por el cual surgen barreras al flujo génico entre poblaciones como resultado de
la selección divergente con base ecológica (1).
La selección es divergente cuando ésta actúa en direcciones contrarias en dos
poblaciones, e incluye el caso particular en el cual la selección favorece dos fenotipos
distintos, usualmente extremos, dentro de una misma población, denominada "selección
disruptiva" por Maynard-Smith en 1966, para explicar casos de especiación simpátrica (2).
La selección es ecológica cuando surge como consecuencia directa de la interacción de
individuos con el ambiente durante la adquisición de recursos; por ejemplo cuando el
individuo busca comida, atrae polinizadores o evita depredadores. También ocurre cuando
la selección es alcanzada por la interacción entre organismos, tales como la competencia y la depredación.
La especiación es no-ecológica cuando procesos estocásticos, principalmente génicos,
juegan un papel central, tales como poliploidización, hibridación y deriva génica
(Modelos de "mutation-order process”), o cuando la selección no es divergente y las
frecuencias génicas surgen bajo la misma presión de selección (3). En ciertos casos de
selección sexual, tales como el modelo “Fisherian runaway” (4) y de conflicto sexual
(5), donde la interacción entre sexos no conduce a un incremento del fitness sino todo lo
contrario, la especiación tampoco es ecológica (1).

## Causas ecológicas de selección divergente
La selección divergente puede ser alcanzada por varias causas, aunque podrían reconocerse
tres más o menos discretas, aunque a veces no completamente independientes:
1- Diferencias ambientales
2- Selección sexual
3- Interacciones ecológicas

### Diferencias ambientales
La selección divergente puede ocurrir cuando dos poblaciones habitan ambientes diferenciales, por ejemplo respecto a estructura de hábitat, clima y recursos, en clara consistencia con el tradicional modelo de especiación alopátrica (6). La comunidad científica ha mostrado desde mediados del siglo XX que factores fisicoquímicos (y otras variables ambientales) pueden alterar sustancialmente el tamaño poblacional de algunas especies (7) e incluso la composición de las comunidades (8). Estas modificaciones en número y composición pueden conducir a una adecuación a estas presiones de selección y a un posterior fenómeno de especiación y/o extinción, en sintonía con la clásica postura neodarwiniana.
El ambiente no solo actúa directamente sobre los individuos, sino que puede mediar interacciones ecológicas indirectamente, como el clásico vuelco hacia la forma melánica de la polilla Biston betularia en Inglaterra; donde el desvío de las frecuencias génicas de ambas poblaciones (vía el oscurecimiento de la corteza de los árboles por el hollín) ha sido elegantemente mostrado por los ingeniosos experimentos de Kettlewell en 1955 (9).
La compleja estructura del hábitat permite muchas veces la coexistencia y diferenciación de varias especies en una suerte de distribuciones “microalopátricas” (10) e incluso la heterogeneidad puede ser un factor estabilizante que permite a las especies coexistir junto a competidores o predadores, como mostró en un genial y sencillo experimento Huffaker (11). Sin embargo, sigue siendo dificultoso encontrar especiación ecológica consumada atribuible a factores ambientales perfectamente definidos.
El factor temporal que media entre cambios poblacionales por presiones ambientales y los cambios génicos subsecuentes que permitan aislamiento reproductivo puede ser muy grande, aunque no necesariamente en todos los casos. Hay descritos ejemplos donde el proceso macroevolutivo de base ecológica puede ser rápido, incluso de muy pocas generaciones (12).

### Selección sexual
Ciertas clases de selección sexual son el segundo recurso ecológico de selección divergente. Particularmente, modelos que involucran variación espacial de la elección de pareja por rasgos sexuales secundarios, como por ejemplo la espectacular radiación adaptativa de peces cíclidos en los lagos Malaui, Tanganyika y Victoria (10); y la elección de pareja en ambientes diferentes, con distinta presión de selección.
Los modelos que no incluyen selección divergente entre ambientes, tales como los que involucran solo interacción entre ambos sexos, no son considerados modelos de especiación ecológicos. Más allá de lo dicho anteriormente, la evidencia directa por selección sexual en especiación ecológica es débil (1).

### Interacciones ecológicas
La selección divergente puede surgir como consecuencia de interacciones específicas, como la mayoría de las interacciones entre sexos, pero fundamentalmente por competencia. Los individuos de una población pueden competir por ciertos recursos con individuos de otras poblaciones, pero compiten aún más con miembros de su propia población, ya que los requerimientos de recursos (comida, refugio, pareja, etc.) son virtualmente idénticos.
La selección divergente puede alcanzarse también entre poblaciones biológicas que interactúan entre sí una con otra. Este es quizás el aspecto de la especiación ecológica que entra en mayor conflicto con el neodarwinismo clásico, ya que, salvo excepciones especiales, como una tercera especie móvil, necesariamente debe ocurrir en el mismo lugar, similar al modelo de especiación simpátrica. El concepto de especiación sin barreras geográficas al flujo génico fue un problema muy difícil de explicar para el neodarwinismo.
La síntesis moderna apela a un tipo de selección natural disruptiva para los eventos de especiación en el mismo sitio geográfico, y este concepto está íntimamente ligado a una diversificación de nicho ecológico, definido formalmente como tal por Hutchinson en 1957 (13): El nicho sería un espacio n dimensional de variables y sus valores extremos dentro del cual el organismo de una especie puede vivir. Hutchinson propone que cada especie posee un "nicho fundamental", que es mayor al "nicho efectivo" que efectivamente ocupa la especie. De esa manera, los nichos efectivos pueden acomodarse y evitar el solapamiento, de forma que la competencia intraespecífica sea mínima. La competencia es entonces un factor íntimamente ligado al concepto de nicho y puede por tanto conducir a especiación en condiciones simpátricas.
Los ejemplos de competencia y partición de nichos en la naturaleza son abundantes, como por ejemplo el clásico experimento de Connel con cirripedios intermareales (14). De este modo, al minimizar la competencia, las poblaciones pueden divergir y establecer mecanismos de aislamiento reproductivo, fundamentales para la aparición de fenómenos macroevolutivos.
Otros tipos de interacciones ecológicas pueden dar origen a selección divergente, como por ejemplo relaciones depredador-presa. Se ha visto que cambios poblacionales significativos son observados recíprocamente en relaciones de este tipo tanto en modelos experimentales (11), naturales (15), como teóricos, muchos tratados por la ecología desde principios del siglo XX (16) (17). Sin embargo, nuevamente hay pocos casos donde se pueda visualizar selección divergente generada por un depredador, pese a que este tipo de relación en la naturaleza es totalmente ubicua. En forma similar a la relación depredador presa estándar, poco se ha comprobado en relaciones especiales tales como hospedador–parásito.
Ciertas relaciones interespecíficas intensas, tanto positivas como negativas (ej.: mutualismo, relación huésped- parásito, relaciones predador-presa), podrían ser otra fuente de selección divergente y por tanto dichas poblaciones experimentar una clara especiación ecológica. Presiones de selección recíprocas y sincrónicas entre ambas poblaciones que devienen en adaptaciones mutuas (coevolución) han sido ampliamente
registradas en la literatura científica. Un impresionante trabajo sobre coevolución entre angiospermas y mariposas ya lo muestra en 1968 (18).

## Mecanismos de aislamiento reproductivo
Varias formas de aislamiento reproductivo han sido propuestas como candidatas para especiación ecológica; entre los mecanismos precigóticos podemos mencionar aislamiento por hábitat, temporal, inviabilidad del inmigrante, sexual; y entre los mecanismos de aislamiento postcigóticos: sexuales desde híbridos, intrínsecos y ecológicamente dependientes, según Rundle y Nosil (1). Sin embargo, muchos son dudosos o desconocidos.

## Evolución y ecología
La evolución y la ecología son disciplinas íntimamente ligadas, aunque no siempre de un modo explícito. La teoría de la evolución por selección natural "es una teoría ecológica, basada en observaciones ecológicas, por el más grande de los ecólogos", refiriéndose así Harper en 1967. A lo largo de toda la literatura ecológica, actual y clásica, podemos encontrar ejemplos de cambios en el número poblacional, en el número de especies de una comunidad y aun a niveles superiores ("macroecología") regulados por factores netamente ambientales, intrínsecos ("densodependientes") y extrínsecos, y todas las variantes de interacciones con otros factores bióticos. La ecología ha tratado también estos fenómenos en animales, plantas,
microorganismos y prácticamente todos los taxa del mundo vivo.
Sin embargo, estos fenómenos microevolutivos no explican el fenómeno macroevolutivo de la especiación en forma clara y directa, salvo que, en forma similar a la teoría sintética de la evolución, se piense que la macroevolución sea sencillamente un acúmulo de múltiples eventos microevolutivos, adaptativos, en su mayoría de corte ecológico. El factor temporal es posiblemente la mayor barrera para una mayor comunión entre la ecología y la evolución, ya que mucho de los cambios génicos necesarios para la formación de barreras reproductivas requieren largos períodos de tiempo, normalmente mucho mayores que los manejados en estudios ecológicos. De todas formas, la definición de especiación ecológica suple muchas carencias de integración entre ambas disciplinas y debería incitar a la búsqueda de nueva y abundante evidencia de especiación ecológica
en el mundo natural, aunque varios casos han sido recientemente presentados. De esta forma, el modelo de especiación ecológica establece un vínculo más fuerte entre fenómenos ecológicos, genéticos y evolutivos.